# 月增一
金牛座39，又名BD+21 587，HD 25680、SAO 76438、HR 1262，是金牛座的一颗恒星，视星等为5.9，位于銀經171.44，銀緯-22.1，其B1900.0坐标为赤經3h 59m 24.9s，赤緯+21° -22.1′ 21″。